# David Weber

David Weber (n. 24 octombrie 1952, Cleveland, Ohio) este un scriitor american de literatură științifico-fantastică.

## Lucrări publicate
Multe din lucrările sale sunt disponibile pe internet.
Prima ediție hardcover realizată de Baen Books a War of Honor, Wind Rider's Oath, At All Costs, Hell Hath No Fury, Torch of Freedom și Mission of Honor conține fiecare un CD, cu copii electronice ale lucrărilor sale publicate de Baen până la data apariției. Eticheta de pe CD-uri explică clar că textele electronice sunt distribuite fără drepturi de autor. Informația de pe CD-uri se găsește pe diferite site-uri.

### SeriaHonor Harrington
1. On Basilisk Station (aprilie 1993) ISBN 0-671-57793-X
2. The Honor of the Queen (iunie 1993) ISBN 0-671-57864-2
3. The Short Victorious War (aprilie 1994) ISBN 0-671-87596-5
4. Field of Dishonor (octombrie 1994) ISBN 0-671-57820-0
5. Flag in Exile (septembrie 1995) ISBN 0-671-31980-9
6. Honor Among Enemies (februarie 1996) ISBN 0-671-87723-2
7. In Enemy Hands (iulie 1997) ISBN 0-671-57770-0
8. Echoes of Honor (octombrie 1998) ISBN 0-671-57833-2
9. Ashes of Victory (martie2000) ISBN 0-671-57854-5
10. War of Honor (octombrie 2002) ISBN 0-7434-3545-1
11. At All Costs (noiembrie 2005) ISBN 1-4165-0911-9
12. Mission of Honor (iunie 2010) ISBN 1-4391-3361-1
13. A Rising Thunder (programată să apară pe 6 martie 2012)[4][5][6] ISBN 1-4516-3806-X
14. Shadow of Freedom (programată să apară la o dată necunoscută)[7]

### Lucrări bazate pe seriaHonor Harrington

#### AntologiileWorlds of Honor
Povestirile bazate pe seria Honor Harrington sunt editate de David Weber 
- More Than Honor (ianuarie 1998) ISBN 0-671-87857-3
- Worlds of Honor (februarie 1999) ISBN 0-671-57855-3
- Changer of Worlds (martie 2001) ISBN 0-671-31975-2
- The Service of the Sword (aprilie 2003) ISBN 0-7434-3599-0
- In Fire Forged (februarie 2011) ISBN 1-4391-3414-6

#### Sub-seriaWages of Sin
- Crown of Slaves cu Eric Flint (septembrie 2003) ISBN 0-7434-7148-2
- Torch of Freedom cu Eric Flint (noiembrie 2009) ISBN 1-4391-3305-0 [8][9]

#### Sub-seriaSaganami
- The Shadow of Saganami (octombrie 2004) ISBN 0-7434-8852-0
- Storm from the Shadows (martie 2009) ISBN 1-4165-9147-8

#### Serii pentru tineri
Primul roman Honorverse al lui Weber, prezintă întâmplările prin care trece Stephanie Harrington și descoperirea unui copac-de-pisici.
- A Beautiful Friendship (octombrie 4, 2011)[10] ISBN 1-4516-3747-0

### SeriaDahak
- Mutineers' Moon (octombrie 1991) ISBN 0-671-72085-6
- The Armageddon Inheritance (octombrie 1994) ISBN 0-671-72197-6
- Heirs of Empire (februarie 1996) ISBN 0-671-87707-0
- O colecție cu cele trei cărți, denumită Empire From The Ashes, a fost lansată în ediție copertată în martie 2003 (ISBN 0-7434-3593-1) și broșată în februarie  2006 (ISBN 1-4165-0933-X).

### SeriaWar God
- Oath of Swords (februarie 1995) ISBN 0-671-87642-2
- The War God's Own (mai 1998) ISBN 0-671-87873-5
- Wind Rider's Oath (mai 2004) ISBN 0-7434-8821-0
- Sword Brother, o nuvelă publicată împreună cu ediția din ianuarie 2007 a romanului Oath of Swords, ISBN 1-4165-2086-4

### SeriaSafehold
- Off Armageddon Reef (ianuarie 2007) ISBN 0-7653-1500-9
- By Schism Rent Asunder (iulie 2008) ISBN 0-7653-1501-7
- By Heresies Distressed (iunie 2009) ISBN 0-7653-1503-3
- A Mighty Fortress (aprilie 2010) ISBN 0-7653-1505-X
- How Firm a Foundation[11] septembrie 13, 2011[12] ISBN 0-7653-2154-8
- Midst Toil and Tribulation (septembrie 2012) ISBN 978-0-7653-2155-8

### Alte romane
- Path of the Fury (decembrie 1992) ISBN 0-671-72147-X. Prezintă viața simpaticei Alicia DeVries care se retrage din viața militară și se așează cu familia sa la marginile imperiului aflat la guvernare.
- The Apocalypse Troll (ianuarie 1999) ISBN 0-671-57845-6. Un roman despre o invazie extraterestră și călătoria în timp.[13]
- The Excalibur Alternative (ianuarie 2002) ISBN 0-671-31860-8, versiune extinsă a Sir George and the Dragon, o povestire care a apărut în antologia Foreign Legions editată de David Drake (2001) ISBN 0-671-31990-6
- Bolo! (ianuarie 2005) ISBN 0-7434-9872-0
- In Fury Born[14] (aprilie 2006) ISBN 1-4165-2054-6, este o versiune extinsă a Path of the Fury, care include un prequel. Cele două pot fi considerate ca formând o colecție antologică.
- Old Soldiers (ianuarie 2007) ISBN 1-4165-0898-8
- Out of the Dark (sept. 2010) ISBN 978-0765324122, este o versiune extinsă a povestirii de 78 de pagini din antologia Warriors (2010), editată de George R. R. Martin și Gardner Dozois, ISBN 978-0765320483.

### Colecții
- Worlds of Weber: Ms. Midshipwoman Harrington and Other Stories (sept. 2008) ISBN 978-159606-177-4

### Colaborări

#### Cu Steve White
Seria Starfire series (bazată pe seria de jocuri video Starfire)
- Insurrection (November 1990) ISBN 0-671-72024-4
- Crusade (March 1992) ISBN 0-671-72111-9
- In Death Ground (May 1997) ISBN 0-671-87779-8
- The Shiva Option (February 2002) ISBN 0-671-31848-9
- The Stars at War (August 2004) ISBN 0-7434-8841-5 is an omnibus hardcover re-issue of Crusade and In Death Ground
- The Stars at War II (July 2005) ISBN 0-7434-9912-3 is an omnibus hardcover re-issue of The Shiva Option and Insurrection with 20,000 words of connecting material and restored edits.

#### Cu John Ringo
Seria Empire of Man
- March Upcountry (mai 2001) ISBN 0-671-31985-X
- March to the Sea (nov. 2002) ISBN 0-671-31826-8
- March to the Stars (ian. 2003) ISBN 0-7434-3562-1
- We Few (aprilie 2005) ISBN 0-7434-9881-X

#### Cu Eric Flint
Seria 1632
- 1633 (iulie 2002) ISBN 0-7434-3542-7
- 1634: The Baltic War (mai 2007) ISBN 1-4165-2102-X
- In the Navy, povestire din antologia Ring of Fire editată de Eric Flint (2004) ISBN 0-7434-7175-X, cu acțiunea în universul 1632

În seria Honor Harrington: sub-seria Wages of Sin

#### Cu Linda Evans
Seria Multiverse
- Hell's Gate (April 2008) ISBN 1-4165-0939-9
- Hell Hath No Fury (June 2008) ISBN 1-4165-2101-1

#### Colecții de mai mulți autori
- The Warmasters (2002) ISBN 0-7434-3534-6, conține Ms. Midshipwoman Harrington  de David Weber alături de Island de Eric Flint și Choosing sides de David Drake.